# Houet
Cet article possède un paronyme, voir Houat.
Pour les articles homonymes, voir Houet (homonymie).
Le Houet est l'une des 45 provinces du Burkina Faso, située dans la région des Hauts-Bassins.

## Géographie

### Démographie
- En 1985, la province comptait 493 164 habitants recensés (hab.km2)[3],[4]
- En 1996, la province comptait 672 114 habitants recensés (hab.km2)[3].
- En 2010, la province comptait 1 079 364 habitants estimés (hab.km2)[5].
- En 2006, la province comptait 955 451 habitants recensés (hab.km2), soit une augmentation de +42 % en 10 ans[3],[6].
- En 2019, la province comptait 1 509 377 habitants recensés (hab.km2)[2] .

### Principales localités
Ne sont listées ici que les localités de la province ayant atteint au moins 4 000 habitants dans les derniers recensements (ou estimations de source officielles). Les données détaillées par ville, secteur ou village du dernier recensement général de 2019 ne sont pas encore publiées par l'INSD (en dehors des données préliminaires par département).
- Bobo-Dioulasso, la deuxième ville la plus peuplée du Burkina Faso (en 2006), est également capitale de la région des Hauts-Bassins. Par sa croissance de population depuis sa création, et l'extension rapide de son agglomération sur les villages voisins puis sur les communes voisines, elle a absorbé administrativement toutes ces communes (avec leurs villages ruraux), au point de recouvrir aujourd'hui (comme aussi la capitale du pays dans sa province) la plus grande partie de sa province ; toutefois la toponymie locale conserve encore les noms des anciennes communes (devenues aujourd'hui des arrondissements communaux dont le nombre est passé de 3 à 7), ainsi que les noms des anciens villages (devenus des quartiers au sein de ces arrondissements, ou restés à l'état de villages eux aussi dans l'arrondissement correspondant à l'ancienne commune quand ils sont dans la périphérie rurale la plus lointaine). Par ces extensions, c'est aussi devenu la commune burkinabé la plus étendue en surface, plus grande même que la capitale du pays.

| Ville ou village                       | Coordonnées                 | Altitude | Population   | Population   |
| Ville ou village                       | Coordonnées                 | Altitude | Est. 2003    | Rec. 2006    |
| -------------------------------------- | --------------------------- | -------- | ------------ | ------------ |
| Bobo-Dioulasso                         | 11° 11′ 00″ N, 4° 17′ 00″ O | m        | 396 316 hab. | 489 967 hab. |
| Bama                                   | 11° 23′ 48″ N, 4° 25′ 37″ O | m        | 22 510 hab.  | 22 244 hab.  |
| Vallée du Kou (rattaché à Bama)        | 11° 22′ 55″ N, 4° 25′ 12″ O | m        | 18 003 hab.  |              |
| Dandé                                  | 11° 34′ 57″ N, 4° 33′ 27″ O | m        | 11 600 hab.  | 11 497 hab.  |
| Koundougou                             | 11° 43′ 30″ N, 4° 30′ 33″ O | m        | 6 729 hab.   | 7 734 hab.   |
| Faramana                               | 12° 02′ 53″ N, 4° 40′ 03″ O | m        | 7 518 hab.   | 7 413 hab.   |
| Dan                                    | 10° 55′ 39″ N, 3° 46′ 46″ O | m        | 4 534 hab.   | 7 169 hab.   |
| Soungalodaga                           |                             | m        | 6 239 hab.   | 7 085 hab.   |
| Samandéni                              | 11° 28′ 26″ N, 4° 28′ 21″ O | m        | 5 463 hab.   | 6 213 hab.   |
| Djigouéma                              | 11° 40′ 48″ N, 4° 17′ 06″ O | m        | 5 801 hab.   | 6 180 hab.   |
| Soumousso                              | 11° 00′ 41″ N, 4° 02′ 50″ O | m        | 6 569 hab.   | 6 148 hab.   |
| Zongoma                                | 11° 34′ 17″ N, 4° 19′ 06″ O | m        | 6 275 hab.   | 6 086 hab.   |
| Lahirasso                              | 11° 51′ 21″ N, 4° 04′ 17″ O | m        | 6 011 hab.   | 5 993 hab.   |
| Déguélé (ou Déguélin)                  | 11° 05′ 23″ N, 3° 56′ 12″ O | m        | 4 098 hab.   | 5 813 hab.   |
| Karangasso-Vigué (ou Karankasso-Vigué) | 10° 52′ 46″ N, 3° 56′ 10″ O | m        | 7 798 hab.   | 5 660 hab.   |
| Poya                                   | 11° 04′ 27″ N, 3° 47′ 34″ O | m        | 6 130 hab.   | 5 456 hab.   |
| Léguéma                                | 11° 14′ 10″ N, 4° 10′ 17″ O | m        | 4 915 hab.   | 5 349 hab.   |
| Kimini                                 | 11° 53′ 03″ N, 4° 13′ 13″ O | m        | 5 822 hab.   | 5 228 hab.   |
| Wara (ou Ouara)                        | 10° 54′ 58″ N, 4° 03′ 31″ O | m        | 4 743 hab.   | 4 858 hab.   |
| Padéma (ou Badéma, Badéna)             | 11° 38′ 36″ N, 4° 15′ 41″ O | m        | 5 182 hab.   | 4 857 hab.   |
| Karangasso-Sambla                      | 11° 13′ 13″ N, 4° 38′ 22″ O | m        | 5 039 hab.   | 4 846 hab.   |
| Bossora                                | 11° 42′ 43″ N, 4° 05′ 24″ O | m        | 5 147 hab.   | 4 694 hab.   |
| Nématoulaye                            | 11° 55′ 45″ N, 4° 10′ 58″ O | m        | 4 454 hab.   | 4 670 hab.   |
| Dorossiamasso                          | 11° 23′ 18″ N, 3° 58′ 59″ O | m        | 4 416 hab.   | 4 410 hab.   |
| Diofoloma                              | 11° 23′ 19″ N, 4° 37′ 22″ O | m        | 5 056 hab.   | 4 384 hab.   |
| Léna                                   | 11° 18′ 10″ N, 3° 53′ 55″ O | m        | 5 245 hab.   | 4 358 hab.   |
| Soma                                   | 11° 45′ 50″ N, 4° 09′ 52″ O | m        | 4 934 hab.   | 4 008 hab.   |
| Diosso                                 | 10° 47′ 02″ N, 3° 53′ 26″ O | m        | 4 747 hab.   | 3 950 hab.   |
| Kotédougou                             | 11° 12′ 07″ N, 4° 08′ 03″ O | m        | 5 485 hab.   | 3 850 hab.   |
| Yéguéré                                | 10° 57′ 57″ N, 4° 05′ 54″ O | m        | 4 017 hab.   | 3 433 hab.   |

## Administration

### Chef-lieu et haut-commissariat
Bobo-Dioulasso est le chef-lieu de la province (également celui de la région), administrativement dirigée par un haut-commissaire, nommé par le gouvernement et placé sous l'autorité du gouverneur de la région. Le haut-commissaire coordonne l'administration locale des préfets nommés dans chacun des départements.
| Période        | Période  | Identité                   | Fonction précédente  | Observation |
| -------------- | -------- | -------------------------- | -------------------- | ----------- |
| 8 juillet 2016 | En cours | M. Jérémie Kouka Ouédraogo | Administrateur civil | [ 1 ]       |

| Période        | Période  | Identité                  | Fonction précédente  | Observation |
| -------------- | -------- | ------------------------- | -------------------- | ----------- |
| 8 juillet 2016 | En cours | M. Abdallah Pathé Sangaré | Administrateur civil | [ 1 ]       |

### Départements ou communes

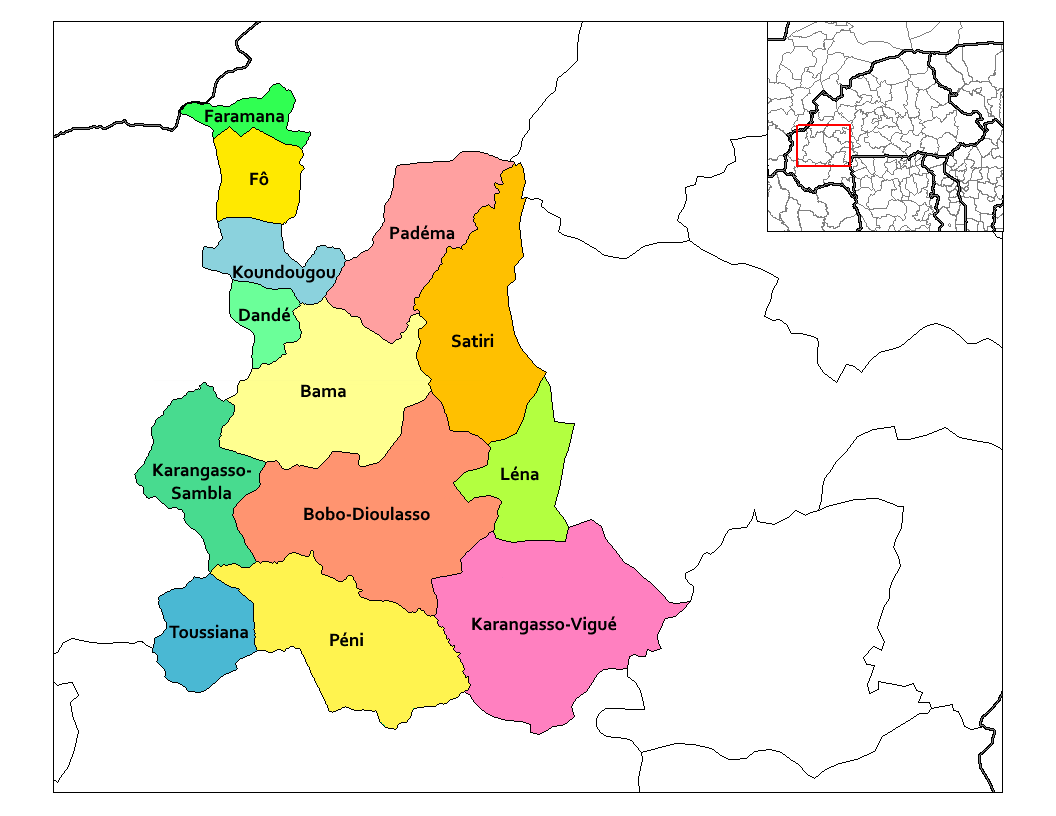
Carte de localisation des treize départements ou communes de la province du Houet.

La province du Houet est administrativement composée de treize départements ou communes.
Douze sont des communes rurales, Bobo-Dioulasso est une commune urbaine à statut particulier dont la ville chef-lieu, subdivisée en 33 secteurs répartis dans les 7 arrondissements du département et de la commune, est également chef-lieu de la province et de la région :
| Département ou commune      | Type de commune              | Subdivisions,                                                 | Chef-lieu         | Population | Population | Population |
| Département ou commune      | Type de commune              | Subdivisions,                                                 | Chef-lieu         | Est. 2003  | Rec. 2006  | Rec. 2019  |
| --------------------------- | ---------------------------- | ------------------------------------------------------------- | ----------------- | ---------- | ---------- | ---------- |
| Bama                        | rurale                       | 21 villages                                                   | Bama              | 82 466     | 69 738     | 85 798     |
| Bobo-Dioulasso              | urbaine (statut particulier) | 1 ville (33 secteurs) et 36 villages (dans 7 arrondissements) | Bobo-Dioulasso    | 457 314    | 554 042    | 983 552    |
| Dandé                       | rurale                       | 5 villages                                                    | Dandé             | 20 949     | 21 301     | 22 055     |
| Faramana                    | rurale                       | 8 villages                                                    | Faramana          | 15 887     | 16 639     | 17 984     |
| Fô                          | rurale                       | 13 villages                                                   | Fô                | 19 078     | 20 501     | 22 463     |
| Karangasso-Vigué            | rurale                       | 25 villages                                                   | Karangasso-Vigué  | 70 149     | 75 481     | 118 339    |
| Karangasso-Sambla           | rurale                       | 14 villages                                                   | Karangasso-Sambla | 18 749     | 25 306     | 29 887     |
| Koundougou                  | rurale                       | 6 villages                                                    | Koundougou        | 6 729      | 17 175     | 21 224     |
| Léna                        | rurale                       | 14 villages                                                   | Léna              | 18 263     | 18 238     | 25 387     |
| Padéma                      | rurale                       | 12 villages                                                   | Padéma            | 51 123     | 50 079     | 61 836     |
| Péni                        | rurale                       | 24 villages                                                   | Péni              | 27 750     | 34 057     | 51 187     |
| Satiri                      | rurale                       | 16 villages                                                   | Satiri            | 37 721     | 35 949     | 48 091     |
| Toussiana                   | rurale                       | 14 villages                                                   | Toussiana         | 14 845     | 16 945     | 21 574     |
| 13 départements ou communes | 13 départements ou communes  | 1 ville (33 secteurs) et 208 villages                         | Total             | 841 023    | 955 451    | 1 509 377  |